# Lenore Aubert
Lenore Aubert, nata Eleanore Maria Leisner (Celje, 18 aprile 1913 – Great Neck, 31 luglio 1993), è stata un'attrice statunitense.

## Filmografia parziale
- L'ottava moglie di Barbablù (Bluebeard's Eighth Wife), regia di Ernst Lubitsch (1938) - non accreditata
- Ho salvato l'America (They Got Me Covered), regia di David Butler (1943)
- La spia di Damasco (Action in Arabia), regia di Léonide Moguy (1944)
- La contessa di Montecristo (The Wife of Monte Cristo), regia di Edgar G. Ulmer (1946)
- Orchidea bianca (The Other Love), regia di André De Toth (1947)
- E ora chi bacerà (I Wonder Who's Kissing Her Now), regia di Lloyd Bacon (1947)
- Nella terra di Buffalo Bill (The Prairie), regia di Frank Wisbar (1947)
- Il cervello di Frankenstein (Abbott and Costello Meet Frankenstein), regia di Charles Barton (1948)
- Gianni e Pinotto e l'assassino misterioso (Abbott and Costello Meet the Killer, Boris Karloff), regia di Charles Barton (1949)
- Falschmünzer am Werk, regia di Louis Agotay (1951)
- Une fille sur la route, regia di Jean Stelli (1952)